# Qatar ExxonMobil Open 2021
Il Qatar ExxonMobil Open 2021 è stato un torneo di tennis giocato sul cemento. È stata la 29ª edizione del Qatar ExxonMobil Open, facente parte dell'ATP Tour 250 nell'ambito dell'ATP Tour 2021. Si è giocato nell'impianto Khalifa International Tennis Complex a Doha, Qatar, dall'8 al 14 marzo 2021.

## Partecipanti

### Teste di serie
| Nazionalità | Giocatore             | Ranking* | Testa di serie |
| ----------- | --------------------- | -------- | -------------- |
| Austria     | Dominic Thiem         | 4        | 1              |
| Svizzera    | Roger Federer         | 5        | 2              |
| Russia      | Andrej Rublëv         | 8        | 3              |
| Canada      | Denis Shapovalov      | 11       | 4              |
| Spagna      | Roberto Bautista Agut | 13       | 5              |
| Belgio      | David Goffin          | 14       | 6              |
| Svizzera    | Stan Wawrinka         | 20       | 7              |
| Croazia     | Borna Ćorić           | 26       | 8              |

* Ranking al 1º marzo 2021.

### Altri partecipanti
I seguenti giocatori hanno ricevuto una wild card per il tabellone principale:
- Malek Jaziri
- Aslan Karacev
- Sumit Nagal

I seguenti giocatori sono entrati in tabellone passando dalle qualificazioni:

- Lloyd Harris
- Christopher O'Connell
- Ramkumar Ramanathan
- Blaž Rola

### Ritiri
Prima del torneo
- Kevin Anderson → replaced by  Nikoloz Basilašvili
- Pablo Carreño Busta → replaced by  Richard Gasquet
- Hubert Hurkacz → replaced by  Aleksandr Bublik
- Gaël Monfils → replaced by  Vasek Pospisil

## Partecipanti al doppio

### Teste di serie
| Nazione  | Giocatore            | Nazione     | Giovatore         | Ranking* | Testa di serie |
| -------- | -------------------- | ----------- | ----------------- | -------- | -------------- |
| Colombia | Juan Sebastián Cabal | Colombia    | Robert Farah      | 3        | 1              |
| Croazia  | Nikola Mektić        | Croazia     | Mate Pavić        | 8        | 2              |
| Croazia  | Ivan Dodig           | Slovacchia  | Filip Polášek     | 19       | 3              |
| Brasile  | Marcelo Melo         | Paesi Bassi | Jean-Julien Rojer | 36       | 4              |

* Ranking aggiornato al 1º marzo 2021.

### Altri partecipanti
Le seguenti coppie hanno ricevuto una wildcard per il tabellone principale:
- Malek Jaziri /  Mubarak Shannan Zayid
- Blaž Rola /  Mousa Shanan Zayed

## Punti
| Evento    | V   | F   | SF | QF | 2T | 1T   | Q    | Q2   | Q1   |
| Singolare | 250 | 150 | 90 | 45 | 20 | 0    | 12   | 6    | 0    |
| Doppio    | 250 | 150 | 90 | 45 | 0  | N.D. | N.D. | N.D. | N.D. |

## Montepremi
| Evento    | V        | F        | SF      | QF      | 2T      | 1T      | Q2     | Q1     |
| Singolare | $227,930 | $126,160 | $71,030 | $40,425 | $23,190 | $13,560 | $6,625 | $3,445 |
| Doppio *  | $76,870  | $39,400  | $21,350 | $12,220 | $7,150  | N.D.    | N.D.   | N.D.   |

* per team

## Campioni

### Singolare
Nikoloz Basilašvili ha battuto in finale  Roberto Bautista Agut con il punteggio di 7–6(5), 6–2.
- È il quarto titolo in carriera per Basilašvili, il primo della stagione.

### Doppio
Aslan Karacev e  Andrej Rublëv hanno battuto in finale  Marcus Daniell e  Philipp Oswald con il punteggio di 7–5, 6–4.